# Birger Palme
Sten Birger Halvar Palme född 25 november 1878 i Norrköping, död 20 mars 1928, var en svensk målare, tecknare och grafiker.
Han var son till handlaren Otto Emil Petersson och Selma Mathilda Lundgren.
Palme studerade vid Tekniska gymnasiet i Norrköping, samt en etsningskurs för Axel Tallberg på Konstakademin 1914-1915. Han hörde i början av 1900-talet till kretsen kring Ivar Arosenius i Göteborg. Palme företog en studieresa till Tyskland och Italien 1902-1903 och arbetade därefter några år som dekorationsmålare i Norrköping. Han flyttade till Stockholm 1907 där han medverkade i Stockholms-Tidningen och Strix som tecknare 
Bland han offentliga arbeten märks en takfris på Standard hotell med motiv från H.C. Andersens De vilda svanarna.
Palme är representerad vid Nationalmuseum med grafiska blad. 